# Rhaphium femoratum
Rhaphium femoratum är en tvåvingeart som först beskrevs av Van Duzee 1922.  Rhaphium femoratum ingår i släktet Rhaphium och familjen styltflugor. Inga underarter finns listade i Catalogue of Life.